# Bernhard Wolff
Pour les articles homonymes, voir Wolff.
Bernhard Wolff (3 mars 1811 à Berlin - 11 mai 1879 à Berlin) est un journaliste allemand qui a fondé en 1849 l'Agence Continentale, appelée à ses débuts « Bureau Télégraphique Wolff », l'une des quatre agences de presse mondiales jusqu'en 1934, avec Associated Press, Reuters et l'Agence Havas. Sa société deviendra en 1949 le Deutsche Presse-Agentur, l'agence de presse allemande actuelle.

## Biographie
Second fils d'un banquier juif, médecin de formation puis linguiste, traducteur et journaliste, il vit l'essentiel de sa vie à Berlin, dans la province allemande du Brandebourg. Il est d'abord journaliste au Vossische Zeitung. Puis, le 1er avril 1848, il fonde le Berliner National-Zeitung qui devient le quotidien le plus important de Berlin et dont la publication durera jusqu'en 1939. L'un des cofondateurs est Johann Georg Siemens (de), cousin de l'inventeur Werner von Siemens. Il semble que Wolff ait été très rapidement un agent de l'action secrète du gouvernement prussien, notamment de Wilhelm Stieber. 
Après avoir fui la Révolution de Mars 1848 à Berlin, Bernhard Wolff travaille à Paris avec Charles Havas et Paul Julius Reuter, qui a ensuite brièvement tenté de créer sa propre agence à Paris puis été obligé de se réfugier à Cologne, d'où il continue d'assurer la liaison avec Bruxelles au moyen de pigeons voyageurs
. De son côté, Bernhard Wolff revient à Berlin. Johann Georg Siemens (de) lui conseille de fonder une agence de presse, comme Havas, et le met en relation avec son  jeune et talentueux cousin Werner von Siemens, un ingénieur de l'artillerie allemande qui a accumulé les succès rapides dans la première moitié de 1847.
Entre-temps, Johann Georg Siemens (de) a aussi présenté Werner von Siemens à Johann Georg Halske et les deux hommes se sont associés pour investir 7000 thalers en fondant la "Telegraphenbauanstalt von Siemens & Halske".
Devenu membre de la "Commission du Télégraphe prussien", Johann Georg Halske a répondu à un appel d'offres en mars 1848 et décroché en août le contrat pour l'installation d'une ligne télégraphique entre Berlin et Francfort, sur 500  km, sur le plus long tronçon de chemin de fer à cette époque en Europe. Werner von Siemens et Johann Georg Halske obtiennent aussi le contrat de la liaison télégraphique entre Berlin et Aix-la-Chapelle. 
Le 11 janvier 1849, quelques jours après la mise en service de cette dernière par les militaires, mais plusieurs mois avant son ouverture au public, Bernhard Wolff fonde à Berlin un bureau télégraphique, le Wolffs Telegraphisches Bureau (WTB), une agence de presse qui se présente comme diffusant des informations boursières.
Le 18 mars 1849, jour de l'ouverture de la liaison Berlin-Francfort, toutes les lignes construites par Werner von Siemens passent du contrôle de l'armée à celui du ministère prussien de l'industrie, du commerce et des communications. William Meyer, le comparse de Werner von Siemens, quitte l'armée où il officiait aussi comme artilleur, pour intégrer ce ministère où il fait entrer en 1850 le frère de Werner von Siemens.
En octobre 1849, Bernhard Wolff et son WTB sont associés à la "Prussian State Telegraph", qui assure la liaison télégraphique créée entre Berlin et Aix-la-Chapelle, appelée à l'extrémité de laquelle s'est installée Paul Julius Reuters, son ex-collègue et ami. Reuters envoie les dépêches reçues vers les centres d'affaires d'Anvers et Bruxelles, par le chemin de fer. Les 27 et 28 novembre 1849, le journal de Bernhard Wolff annonce recevoir des nouvelles télégraphiques d'Amsterdam, Francfort, Paris et Londres, avec les cours de Bourse. 
Les premiers abonnés sont le Kolnische Zeitung de Cologne, qui reçoit des nouvelles de Belgique et de France, et L'Indépendance belge de Bruxelles, quotidien dirigé par Henri Édouard Perrot, qui reçoit des informations d'Allemagne et d'Autriche.
La femme de  Paul Julius Reuters s'étant plainte à Werner von Siemens que le télégraphe risquait de ruiner le recours aux pigeons, ce dernier répond qu'il faut s'installer à Londres, où un câble sous-marin va bientôt arriver. Un an et demi plus tard, Paris, Berlin, Bruxelles et Londres sont reliés par le télégraphe. Bernhard Wolff revend à ses abonnés du WTB les informations reçues à la rédaction de son journal berlinois. Comme ses clients s'intéressent à la transmission plus rapide des cours de Bourse permise par le télégraphe, il en fait un point fort de son "bureau télégraphique". 
Ensuite, des désaccords entre Siemens & Halske et la Commission d'Etat prussienne sont rapidement apparus à l'été de 1849, en raison de lignes mal isolées qui ont provoqué des perturbations dans les communications entre Berlin et d'autres villes. En 1851, l'État prussien a annulé toutes les commandes avec Siemens & Halske et mis fin à la relation d'affaires. La diversification de l'entreprise à l'étranger est ensuite devenue une source de discorde entre les fondateurs de l'entreprise, qui se lance sur le marché russe. Werner von Siemens vend 175 ôinteurs à télégraphe aux Russes en 1851, puis se déplace dans le pays en février et mai 1852 mais le contrat n'est signé qu'a l'été 1853 pour une ligne terminée en décembre 1854, sept ans avant que le chemin de fer n'en fasse de même. Une partie du trajet vers Saint-Pétersbourg s'effectue alors toujours en voiture à cheval.. Le Tsar commande aussi à Werner von Siemens une ligne de 1900 km vers Sébastopol, achevée dès 1855. En 1854, 40 des 130 employés de Siemens sont en Russie et en 1856 213 sur 332.
Vers la fin de l'année 1856, le "Saint-Pétersbourg Vedomosti" et le Journal de Saint-Pétersbourg souhaitent publier des actualités étrangères sous la forme de télégrammes. Pavel Stepanovitch Oussov s'adresse immédiatement à Louis Schneider, correspondant à Berlin de L'Abeille du nord, pour qu'il trouve, avant les concurrents, un accord avec l'agence de presse allemande Wolff. La première dépêche télégraphique russe est ainsi parue dansL'Abeille du nord du 8 janvier 1857.
Constatant ensuite que chacun des journaux russes paie pour la même nouvelle de l'étranger, Oussov propose de partager les coûts d'un service mutuel, puis convainc les éditeurs de deux autres journaux, la "Saint-Pétersbourg Gazette" et Russkii Invalid (journal militaire publié dans la capitale russe de 1813 à 1917) de partager les télégrammes de l'étranger, d'une manière telle Wolff soit forcé de baisser les prix de ses services. Il en persuade aussi le Journal de Saint-Pétersbourg.
Pour cela, Pavel Oussov crée en février 1857 son nouveau journal: Posrednik. Son premier numéro, sorti le 27 février 1857, comportait un télégramme de Londres daté de la veille. En août 1857, grâce à l'intermédiation d'un marchand britannique opérant en Russie, c'est au tour de l'agence de presse Reuters de tenter de s'implanter en Russie, comme il veut le faire en Italie, où le monopole d'Havas dans les départements français du Piémont, depuis les années 1840, est mal vu par Camillo Cavour. Le 23 août 1857 Reuters rencontre en Russie Pavel Stepanovitch Oussov.
En octobre 1859, Reuters lui écrit, pour l'informer de l'accord de partage des nouvelles commerciales et financières avec Wolff et Havas. Reuters tente de se partager le marché russe avec le Bureau Télégraphique Wolff, lui concédant les nouvelles politiques pour se concentrer sur les seules informations commerciales, mais celui-conserve la prédominance, le Journal de Saint-Pétersbourg organe semi-officiel, s'opposant en particulier à Reuters. Reuters obtient cependant un contrat avec Posrednik. Il revient en Russie en 1862. Posrednik fait ensuite faillite, en 1864, à la suite de difficultés financières.
En 1865, l'entreprise de Bernhard Wolff est convoitée par l'Agence Havas. Il se tourne vers Bismarck et le Roi de Prusse pour transformer en une société par actions, financée par un crédit de 300000 thalers octroyés par les banquiers proches de Bismarck et rebaptisée Agence Continentale. Du coup, les autres états allemands, en conflit avec la Prusse, ne veulent plus travailler avec lui. Ils se tournent vers le concurrent Reuters, c'est en particulier le cas de Hambourg et Brème. Avec la marche vers l'unification allemande, Bismarck l'emporte. Wolff doit verser à Reuters une forte indemnité financière pour qu'il se retire de l'Allemagne du Nord, ce qui est un point majeur de l'accord signé avec Havas et Reuters en 1869: Wolf obtient l'Allemagne entière, l'Autriche, la Russie et la Scandinavie, moyennant une autre indemnité aux deux autres agences. Wolff a aussi signé un accord avec la Western Associated Press de Chicago, qui concurrence celle de Chicago.
En 1871, Wolff passe la main, quittant la direction.
Il meurt le 11 mai 1879 à Berlin.